# Lou Tsioropoulos
Louis C. « Lou » Tsioropoulos, dit Lou Tsioropoulos, né le 31 août 1930 à Lynn (Massachusetts) et mort le 22 août 2015 à Louisville (Kentucky) est un ancien joueur américain de basket-ball. Il évolue durant sa carrière au poste d'ailier. Il joue trois saisons en National Basketball Association (NBA) avec les Celtics de Boston et remporte deux titres de champion en 1957 et 1959.

## Carrière

### Universitaire
Tsioropoulos a joué au basketball universitaire à l'Université du Kentucky avec le légendaire entraîneur Adolph Rupp. Comme étudiant en deuxième année, en 1951, il a été membre de l'équipe des Wilcats du Kentucky participant au Championnat NCAA de basket-ball, les Wildcats battent les Wildcats de Kansas State 68 à 58 en finale du championnat.
À l'automne de 1952, un scandale de paris truqués impliquant trois joueurs de Kentucky (dont l'un était un coéquipier de Tsioropoulos de l'équipe championne NCAA 1951) eu pour conséquence la suspension, pour la saison 1952-1953, de toute compétition pour les Wilcats Kentucky, cette saison là aurait été la dernière année pour Tsiroropoulos et les futurs Hall of Fame Frank Ramsey et Cliff Hagan.
Tsioropoulos, Ramsey et Hagan tous diplômés de l'Université du Kentucky en 1953 sont devenus admissibles à la Draft de la NBA. Les trois joueurs ont été sélectionnés par les Celtics de Boston Celtics, Ramsey dès le premier tour, Hagan au troisième et Tsioropoulos au septième. Tous trois sont également retournés aux Wilcats pour une saison de plus, malgré leur diplôme. Après avoir terminé la saison régulière avec 25 victoire et aucune défaite (celle dans laquelle Tsioropoulos inscrit en moyenne 14,5 points par match), comme les règles de la NCAA en vigueur interdisent aux étudiants des cycles supérieurs de participer à l'après-saison de jeu, les Wildcats déclarent forfait plutôt que de jouer sans Tsioropoulos, Ramsey et Hagan, ce qui aurait mis en péril leur saison parfaite.
Tsioropoulos sera intronisé au Kentucky Athletic Hall of Fame en 1975 et son maillot le numéro 16 est retiré.

### NBA
Lou Tsioropoulos joue trois saisons avec les Celtics, et remporte le championnat NBA en 1957 et 1959. En 157 matchs, il affiche en moyenne 5,8 points par match. Sa meilleure saison est pourtant celle de 1957-1958, où il inscrit une moyenne de 7,7 points par match. Cette saison est la seule de ses trois dans lequel il a joué dans les séries éliminatoires, avec 6,3 points par match. Cette année-là, Bob Pettit star des Hawks de Saint-Louis (qui compte dans l'équipe son ex-coéquipier collège Hagan, qui a été échangé aux Hawks lors de la tractation pour Bill Russell a battu les Celtics dans les Finales NBA).
Le règlement NBA d'avant 1964 considérant que tous les joueurs de l'équipe championne NBA ayant participé à la saison régulière obtenait le titre de champion NBA (les équipes étant alors limitées à dix joueurs), Lou Tsioropoulos est champion NBA 1957 et 1959 sans avoir participé aux playoffs.
Tsioropoulos a ensuite vécu en Floride. Il meurt s'éteint à l'âge de 84 ans le 22 août 2015 à Louisville dans le Kentucky.

## Palmarès
- Champion NCAA en 1951.
- Champion NBA en 1957 et 1959[Note 1].

## Statistiques

### Professionnelles

#### En saison régulière
Légende :
| Champion NBA | Leader de la ligue |

gras = ses meilleures performances
Le tableau suivant présente les statistiques individuelles de Lou Tsioropoulos pendant sa carrière professionnelle en saison régulière,.
| S         | F       | J   | T | MJPM | PTS | PPM | PR  | PT    | PR%    | 3P | 3PT | 3PR% | LFR | LFT | LFR%   | TR  | RPM | PD  | I | C | TOV | FP  |
| --------- | ------- | --- | - | ---- | --- | --- | --- | ----- | ------ | -- | --- | ---- | --- | --- | ------ | --- | --- | --- | - | - | --- | --- |
| 1956-1957 | Celtics | 52  |   | 12,9 | 227 | 4,4 | 79  | 256   | 30,6 % | -  | -   | -    | 69  | 89  | 77,5 % | 207 | 4,0 | 33  | - | - | -   | 135 |
| 1957-1958 | Celtics | 70  |   | 26,0 | 538 | 7,7 | 198 | 624   | 31,7 % | -  | -   | -    | 142 | 207 | 68,6 % | 434 | 6,2 | 112 | - | - | -   | 242 |
| 1958-1959 | Celtics | 35  |   | 13,9 | 145 | 4,1 | 60  | 190   | 31,6 % | -  | -   | -    | 25  | 33  | 75,8 % | 110 | 3,1 | 20  | - | - | -   | 74  |
| Total     | Total   | 157 |   | 19   | 910 | 5,8 | 337 | 1 070 | 31,5 % | -  | -   | -    | 236 | 329 | 71,7 % | 751 | 4,8 | 165 | - | - | -   | 451 |

#### En playoffs
Le tableau suivant présente les statistiques individuelles de Lou Tsioropoulos pendant sa carrière professionnelle en playoffs,.
| S         | F       | J  | MJ  | MJPM | PTS | PPM | PR | PT | PR%    | 3P | 3PT | 3PR% | LFR | LFT | LFR%   | RO | TR | RPM | PD | I | C | TOV | FP |
| --------- | ------- | -- | --- | ---- | --- | --- | -- | -- | ------ | -- | --- | ---- | --- | --- | ------ | -- | -- | --- | -- | - | - | --- | -- |
| 1956-1957 | Celtics | 0  |     |      |     |     |    |    |        | -  | -   | -    |     |     |        |    |    |     | -  | - | - |     |    |
| 1957-1958 | Celtics | 11 | 239 | 21,7 | 69  | 6,3 | 25 | 85 | 29,4 % | -  | -   | -    | 19  | 29  | 65,5 % | -  | 64 | 5,8 | 14 | - | - | -   | 40 |
| 1958-1959 | Celtics | 0  |     |      |     |     |    |    |        | -  | -   | -    |     |     |        |    |    |     | -  | - | - |     |    |
|           | Total   | 11 | 239 | 21,7 | 69  | 6,3 | 25 | 85 | 29,4 % | -  | -   | -    | 19  | 29  | 65,5 % | -  | 64 | 5,8 | 14 | - | - | -   | 40 |